# Kalisat (Sempol)
Kalisat is een bestuurslaag in het regentschap Bondowoso van de provincie Oost-Java, Indonesië. Kalisat telt 1789 inwoners (volkstelling 2010).